# Baku VK
Baku VK (azer. Bakı Voleybol Klubu ) – azerski kobiecy klub siatkarski, powstały w 2005 w Baku jako Nəqliyyatçı Baku. Klub występował w rozgrywkach azerskiej Superligi. 
Klub został rozwiązany w 2012. W wyniku fuzji z AzərYolServis Baku powstała drużyna Baku-Azəryol, która reprezentowała obie drużyny w rozgrywkach azerskiej Superligi od sezonu 2012/13.

## Sukcesy
- Mistrzostwa Azerbejdżanu:
  -  3. miejsce: 2006, 2007, 2012
- Puchar Challenge:
  -  2. miejsce: 2012